# Sumitomo Dainippon Pharma

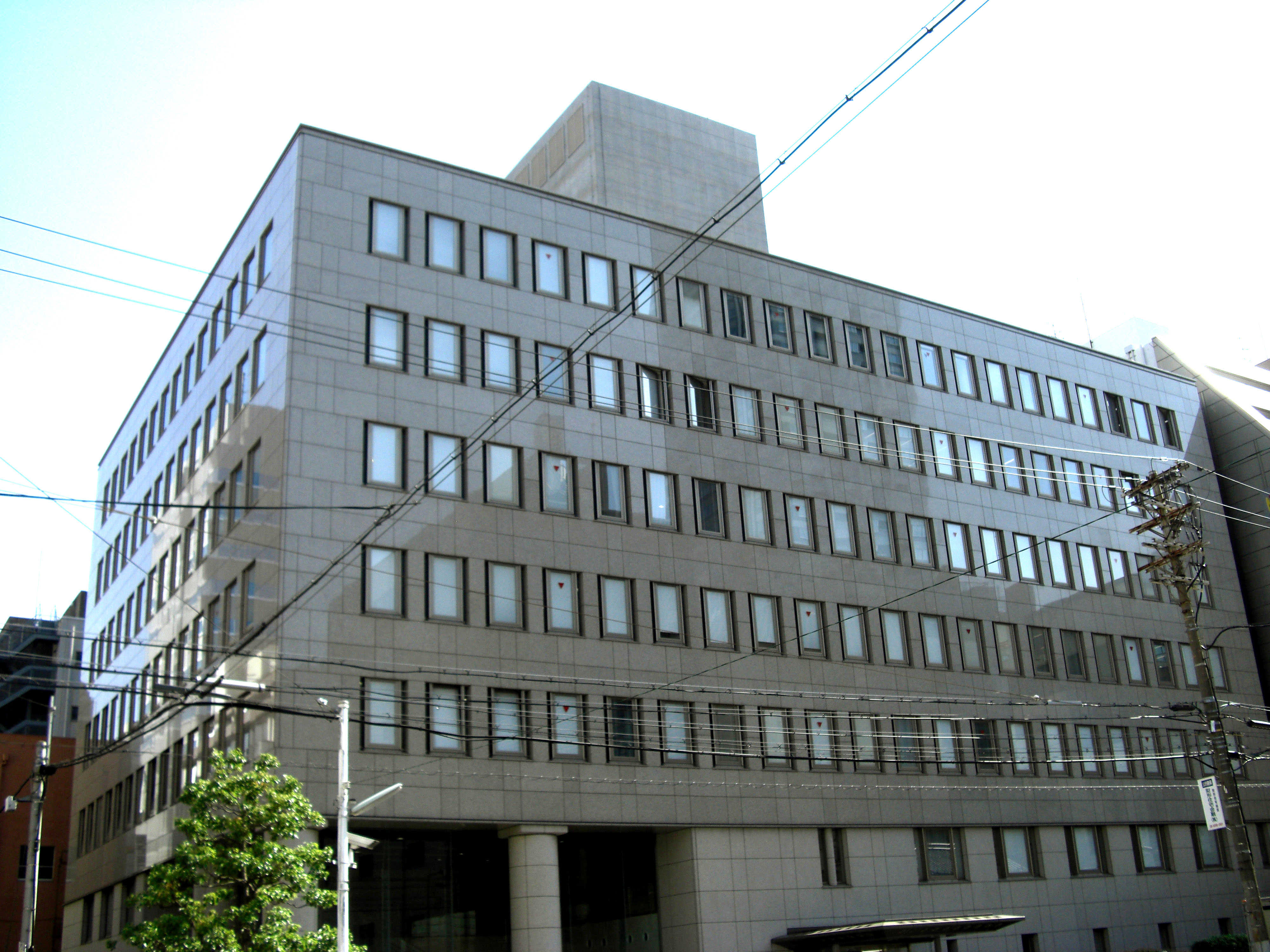
Dainippon Sumitomo Pharma, Head Office

Sumitomo Dainippon Pharma Co., Ltd. (大日本住友製薬株式会社 Dainippon Sumitomo Seiyaku Kabushiki-Gaisha?) é uma companhia industrial japonesa, sediada em Osaka.

## História
A Sumitomo Dainippon Pharma Industries Ltd foi estabelecida em 1923, como Osaka Kinzoku Kogyosho LP por Akira Yamada..